# GOLDEN☆BEST 桜田淳子 コンプリート・シングル・コレクション
『GOLDEN☆BEST 桜田淳子 コンプリート・シングル・コレクション』（ゴールデン・ベスト さくらだじゅんこ コンプリート・シングル・コレクション）は、桜田淳子のベスト・アルバムである。2009年9月16日発売。発売元はビクターエンタテインメント。規格品番はVICL-63440/1。

## 解説
各レコード会社から発売されているゴールデン☆ベストシリーズの1枚で、1973年の歌手デビュー曲「天使も夢みる」から1983年の「眉月夜」まで、全38枚のシングルレコードA面曲を発売順に収録している。過去に限定発売商品のCD-BOXセット『桜田淳子BOX〜そよ風の天使〜』（VIZL-92）で全A面曲及びB面曲はCD化されていたが、限定盤以外で全A面曲が収録されたCDは、本アルバムが初めてとなった。
ディスク1が1973年から1977年まで、ディスク2が1977年から1983年までという振り分けである。歌詞カードには各シングル盤のレコード品番と、裏ジャケットやCDトレイ下には全シングルレコードのジャケット写真が並べて掲載されている。
2007年7月25日、オリコンチャート上位24曲を売上順に収録したベスト・アルバムの『GOLDEN☆BEST 桜田淳子』（VICL-62470）も発売。

## 収録曲

### Disc 1
1. 天使も夢みる（2:26）
  - 作詞: 阿久悠、作曲: 中村泰士、編曲: 高田弘
2. 天使の初恋（2:07）
  - 作詞: 阿久悠、作曲: 中村泰士、編曲: 高田弘
3. わたしの青い鳥（3:05）
  - 作詞: 阿久悠、作曲: 中村泰士、編曲: 高田弘
4. 花物語（2:47）
  - 作詞: 阿久悠、作曲: 中村泰士、編曲: あかのたちお
5. 三色すみれ（3:04）
  - 作詞: 阿久悠、作曲: 中村泰士、編曲: 馬飼野康二
6. 黄色いリボン（2:56）
  - 作詞: 阿久悠、作曲・編曲: 森田公一
7. 花占い（2:48）
  - 作詞: 阿久悠、原案: 簑島若代、作曲: 中村泰士、編曲: あかのたちお
8. はじめての出来事（3:19）
  - 作詞: 阿久悠、作曲: 森田公一、編曲: 竜崎孝路
9. ひとり歩き（2:48）
  - 作詞: 阿久悠、作曲・編曲: 筒美京平
10. 白い風よ（3:24）
  - 作詞: 石森史郎、作曲: 桑原研郎、編曲: 竜崎孝路
11. 十七の夏（3:40）
  - 作詞: 阿久悠、作曲: 森田公一、編曲: 竜崎孝路
12. 天使のくちびる（3:09）
  - 作詞: 阿久悠、作曲: 森田公一、編曲: 竜崎孝路
13. ゆれてる私（3:04）
  - 作詞: 阿久悠、作曲: 森田公一、編曲: 竜崎孝路
14. 泣かないわ（2:49）
  - 作詞: 阿久悠、作曲: 森田公一、編曲: 萩田光雄
15. 夏にご用心（2:28）
  - 作詞: 阿久悠、作曲: 森田公一、編曲: 高田弘
16. ねえ!気がついてよ（3:25）
  - 作詞: 阿久悠、作曲・編曲: 大野克夫
17. もう一度だけふり向いて（2:59）
  - 作詞: 阿久悠、作曲: 穂口雄右、編曲: 高田弘
18. あなたのすべて（3:21）
  - 作詞: 阿久悠、作曲: 和泉常寛、編曲: 船山基紀
19. 気まぐれヴィーナス（2:57）
  - 作詞: 阿久悠、作曲: 森田公一、編曲: 船山基紀
20. もう戻れない（2:47）
  - 作詞: 阿久悠、作曲: 筒美京平、編曲: 船山基紀

### Disc 2
1. しあわせ芝居（4:00）
  - 作詞・作曲: 中島みゆき、編曲: 船山基紀
2. 追いかけてヨコハマ（2:48）
  - 作詞・作曲: 中島みゆき、編曲: 船山基紀
3. リップスティック（4:18）
  - 作詞: 松本隆、作曲・編曲: 筒美京平
4. 20才になれば（3:26）
  - 作詞・作曲: 中島みゆき、編曲: 船山基紀
5. 冬色の街（4:03）
  - 作詞: 橋本淳、作曲: 中村泰士、編曲: 萩田光雄
6. サンタモニカの風（3:24）
  - 作詞: 阿久悠、作曲・編曲: 萩田光雄
7. MISS KISS（ミス・キッス）（3:39）
  - 作詞: 阿久悠、作曲・編曲: 佐藤準
8. パーティー・イズ・オーバー（4:19）
  - 作詞・作曲: 伊藤薫、編曲: 松井忠重
9. LADY（3:30）
  - 作詞・作曲: 尾崎亜美、編曲: 鈴木茂
10. 美しい夏（3:27）
  - 作詞: 康珍化、作曲: 馬飼野康二、編曲: 船山基紀
11. 夕暮れはラブ・ソング（4:06）
  - 作詞: 岡本おさみ、作曲・編曲: 深町純
12. 神戸で逢えたら（3:49）
  - 作詞: 三浦徳子、作曲: 鈴木邦彦、編曲: 鈴木邦彦・松井忠重
13. 化粧（シングル・バージョン）（4:44）
  - 作詞・作曲: 中島みゆき、編曲: 大村雅朗
14. 玉ねぎむいたら…（3:12）
  - 作詞: 山上路夫、作曲: 平尾昌晃、編曲: 船山基紀
15. ミスティー（3:46）
  - 作詞: 小林和子、作曲: 小田裕一郎、編曲: 大村雅朗
16. This is a "Boogie"（2:57）
  - 作詞: 実川俊、作曲: 小田裕一郎、編曲: 大村雅朗
17. 窓（4:52）
  - 作詞・作曲: 犬丸秀、編曲: 青木望
18. 眉月夜（4:11）
  - 作詞: 茅野遊、作曲: 小椋佳、編曲: 奥慶一